# April Lee Hernández
 (mars 2019).
Si vous disposez d'ouvrages ou d'articles de référence ou si vous connaissez des sites web de qualité traitant du thème abordé ici, merci de compléter l'article en donnant les références utiles à sa vérifiabilité et en les liant à la section « Notes et références ».
April Lee Hernandez, née le 31 janvier 1980 à New York , est une actrice américaine, originaire de Porto Rico

## Biographie
April Lee Hernandez est née en janvier 1980 dans le Bronx. De tempérament athlétique, elle pratique assidûment le softball durant ses études à l'Aquinas High School, et se destine à une carrière de nutritionniste. En assistant au one-man show de John Leguizamo, elle découvre un jour sa vocation d'actrice. Elle change alors de cursus, et après avoir étudié l'improvisation au Hunter College, se produit au New York Comedy Club et au Stand-Up New York.
En 2003, elle interprète la Yo Girl dans un spot pour Visa, lancé à l'occasion du Super Bowl, où elle donne la réplique aux légendaires Yao Ming et Yogi Berra.
Suivront, entre autres prestations, le rôle de Shayna Rosario dans la série New York, police judiciaire ; six épisodes d'Urgences dans le rôle de l'infirmière Inez ; un guest starring dans la série Fox Jonny Zéro ; une apparition dans la série ABC Blind Justice et une participation à l'émission de variétés The Roof en tant que présentatrice invitée.
Le 14 mars 2007 elle est à l'affiche de Freedom Writers de Richard LaGravenese.

## Filmographie
- 2004 : New York, police judiciaire (série TV) : Y a-t-il un témoin ?  (saison 14 épisode 16) : Shayna Rosario
- 2005 : Urgences (série TV) (saison 12) : infirmière Inez
- 2007 : 30 Rock (série TV) : Le Bal (Black Tie)  (saison 1 épisode 12) : Vikki
- 2007 : Écrire pour exister de Richard LaGravenese : Éva Benitez
- 2009 : Nurse Jackie (série TV) : Sainte Jackie  (saison 1 épisode 1) : Beth
- 2010 : Dexter (série TV) (saison 5)[1] : agent de police Cira Manzon
- 2012 : Person of Interest (série TV) : Pour sa défense (Saison 1, Episode 12): Andrea Gutierrez
- 2014 : Black Box (série TV) : Exceptionnel (Exceptional or Dead) (Saison 1, Episode 4): Elmira Villetti
- 2015 : New York, unité spéciale (série TV) : Coup de sang  (saison 16 épisode 12) : Sonya Amaro
- 2015 : Following : Louise :
  - Secrets bien conservés  (saison 3 épisode 2) 
  - En pleine lumière  (saison 3 épisode 3)
- 2016 : Elementary (série TV) : Petits meurtres entre amis (Saison 4, Episode 21): Roxanne Ortiz
- 2016 : Feed the Beast (série TV) : Blanca :
  - Le père de l'année (Father of the Year)  (saison 1 épisode 2) 
  - Va te faire foutre, Randy (Screw You, Randy)  (saison 1 épisode 3) 
  - Sauce secrète (Secret Sauce)  (saison 1 épisode 4)